# Alírezá Baíranvánd
Alírezá Safar Beíranvánd (* 21. září 1992, Sarab-e Yas, Khorramabad) je íránský profesionální fotbalista, fotbalový brankář, hráč Tractor SC a reprezentace.
Hrál na Mistrovství světa ve fotbale 2018 a 2022 i na třech Asijských pohárech. Drží světové rekordy v délce výkopu (61,0026 metrů, 11. října 2016 v zápase proti Jižní Koreji). Dne 17. dubna 2019 provedl také nejdelší fotbalový výkop z ruky (78,014 metrů). Alírezá byl první Íránec nominovaný na The Best FIFA Football Awards. Vyhrál Ligu mistrů AFC a na Mistrovství světa 2018 vychytal penaltu Cristiana Ronalda.